# NIO ET5
La NIO ET5 è una autovettura elettrica prodotta dalla casa automobilistica cinese NIO a partire dal maggio 2022.

## Descrizione
La NIO ET5 è stata presentata in Cina il 18 dicembre 2021 all'evento "NIO Day" nell'Olympic Sports Center di Suzhou.
Realizzata sulla piattaforma condivisa con la SUV ES7, il design della vettura si caratterizza per la carrozzeria berlina del tipo fastback a tre volumi e per la presenza di un piccolo spoiler posteriore a coda di anatra. Per migliorare l'efficienza aerodinamica, le maniglie delle porte sono a filo della carrozzeria. Tutto ciò contribuisce a ridurre il coefficiente di resistenza aerodinamica che si attesta sui 0,24. Inoltre l'auto ha un tetto panoramico di 1,28 m², che attraverso una schermatura fotocromatica filtra fino al 99,9% dei raggi UV dal sole.
La NIO ET5 è disponibile con tre tagli di batteria: una da 75 kWh (autonomia NEDC di 550 km), una da 100 kWh (autonomia NEDC di 700 km) e una da 150 kWh batteria allo stato solido (autonomia NEDC di 1000 km) che ha una densità energetica di 360 Wh/kg. 
L'ET5 è spinta da due motori elettrici: un motore a induzione da 150 kW (204 CV) posto all'anteriore e un motore a magneti permanenti da 210 kW (286 CV) al posteriore, che producono una potenza combinata di 358 KW (487 CV) e 700 Nm di coppia. L'accelerazione da 0 a 100 km/h è di 4,3 secondi, lo spazio di frenata da 100 a 0 km/h è di 33,9 m.

## Motorsport
Nel 2024 ha vinto con il pilota Guido Guerrini e il co-pilota Emanuele Calchetti l'EcoRally Cup China, conquistando tre delle cinque prove e la classifica finale del Greater Huangshan International Ecorally disputato nella provincia dell'Anhui.